# Watt por metro por kelvin
O watt por metro por kelvin é uma unidade de medida de condutividade térmica. É a unidade padrão do Sistema Internacional de Unidades para esta grandeza. Seu símbolo é W/(m·K) e seu plural watts por metro por kelvin.